# Playoffs NBA 1982
Navigation
1981 1983
Les playoffs NBA 1981 sont les playoffs de la saison 1981-1982. Ils se terminent sur la victoire des Lakers de Los Angeles face aux 76ers de Philadelphie quatre matches à deux lors des Finales NBA.

## Qualification pour les playoffs
Dans chaque conférence, les six meilleures équipes sont qualifiées pour les playoffs au terme de la saison régulière.
| Champion de division | Qualifié pour les playoffs | Non qualifié pour les playoffs |

| Conférence Est | Conférence Est         | Conférence Est | Conférence Est | Conférence Est |
| No             | Franchise              | Vic.           | Déf.           | PCT            |
| -------------- | ---------------------- | -------------- | -------------- | -------------- |
| 1              | Celtics de Boston      | 63             | 19             | 76.8           |
| 2              | Bucks de Milwaukee     | 55             | 27             | 67.1           |
| 3              | 76ers de Philadelphie  | 58             | 24             | 70.7           |
| 4              | Nets du New Jersey     | 44             | 38             | 53.7           |
| 5              | Bullets de Washington  | 43             | 39             | 52.4           |
| 6              | Hawks d'Atlanta        | 42             | 40             | 51.2           |
|                |                        |                |                |                |
| 7              | Pistons de Détroit     | 39             | 43             | 47.6           |
| 8              | Pacers de l'Indiana    | 35             | 47             | 42.7           |
| 9              | Bulls de Chicago       | 34             | 48             | 41.5           |
| 10             | Knicks de New York     | 33             | 49             | 40.2           |
| 11             | Cavaliers de Cleveland | 15             | 67             | 18.3           |

| Conférence Ouest | Conférence Ouest          | Conférence Ouest | Conférence Ouest | Conférence Ouest |
| No               | Franchise                 | Vic.             | Déf.             | PCT              |
| ---------------- | ------------------------- | ---------------- | ---------------- | ---------------- |
| 1                | Lakers de Los AngelesC    | 57               | 25               | 69.5             |
| 2                | Spurs de San Antonio      | 48               | 34               | 58.5             |
| 3                | SuperSonics de Seattle    | 52               | 30               | 63.4             |
| 4                | Nuggets de Denver         | 46               | 36               | 56.1             |
| 5                | Suns de Phoenix           | 46               | 36               | 56.1             |
| 6                | Rockets de Houston        | 46               | 36               | 56.1             |
|                  |                           |                  |                  |                  |
| 7                | Warriors de Golden State  | 45               | 37               | 54.9             |
| 8                | Trail Blazers de Portland | 42               | 40               | 51.2             |
| 9                | Kings de Kansas City      | 30               | 52               | 36.6             |
| 10               | Mavericks de Dallas       | 28               | 54               | 34.1             |
| 11               | Jazz de l'Utah            | 25               | 57               | 30.5             |
| 12               | Clippers de San Diego     | 17               | 65               | 20.7             |

C - Champions NBA

## Fonctionnement
Dans chaque conférence les deux champion de division (rangs 1 et 2) sont exemptés.
Lors du premier tour au meilleur des trois matchs, le premier match oppose le troisième et le sixième, le vainqueur affrontant ensuite le deuxième de la conférence pour les demi-finales de conférence. Le second match oppose le quatrième et le cinquième, le vainqueur affrontant ensuite le premier de la conférence pour les demi-finales de conférence au meilleur des sept matchs. Les gagnants se rencontrent ensuite en Finales de Conférence au meilleur des sept matches. Les deux gagnants se rencontrent lors des finales NBA, qui se jouent au meilleur des sept matches.
Les séries se déroulent de la manière suivante :

## Tableau
|  | 1er tour         | 1er tour              | 1er tour               |                       |                        | Demi-finales de Conférence | Demi-finales de Conférence | Demi-finales de Conférence |   |  | Finales de Conférence | Finales de Conférence | Finales de Conférence |   |  | Finales NBA | Finales NBA | Finales NBA |
|  |                  |                       |                        |                       |                        |                            |                            |                            |   |  |                       |                       |                       |   |  |             |             |             |
|  | 4                | Nuggets de Denver     | 1                      |                       |                        |                            |                            |                            |   |  |                       |                       |                       |   |  |             |             |             |
|  | 5                | Suns de Phoenix       | 2                      |                       |                        |                            |                            |                            |   |  |                       |                       |                       |   |  |             |             |             |
|  | 5                | Suns de Phoenix       | 2                      |                       | 1                      | Lakers de Los Angeles      | 4                          |                            |   |  |                       |                       |                       |   |  |             |             |             |
|  |                  |                       |                        |                       | 1                      | Lakers de Los Angeles      | 4                          |                            |   |  |                       |                       |                       |   |  |             |             |             |
|  |                  |                       | 5                      | Suns de Phoenix       | 0                      |                            |                            |                            |   |  |                       |                       |                       |   |  |             |             |             |
|  |                  |                       | 5                      | Suns de Phoenix       | 0                      |                            |                            |                            |   |  |                       |                       |                       |   |  |             |             |             |
|  |                  |                       |                        |                       |                        |                            |                            |                            |   |  |                       |                       |                       |   |  |             |             |             |
|  |                  |                       |                        |                       |                        |                            |                            |                            |   |  |                       |                       |                       |   |  |             |             |             |
|  |                  |                       |                        |                       |                        |                            | 1                          | Lakers de Los Angeles      | 4 |  |                       |                       |                       |   |  |             |             |             |
|  | Conférence Ouest |                       |                        |                       |                        |                            | 1                          | Lakers de Los Angeles      | 4 |  |                       |                       |                       |   |  |             |             |             |
|  |                  | 2                     | Spurs de San Antonio   | 0                     |                        |                            |                            |                            |   |  |                       |                       |                       |   |  |             |             |             |
|  | 3                | 2                     | Spurs de San Antonio   | 0                     | SuperSonics de Seattle | 2                          |                            |                            |   |  |                       |                       |                       |   |  |             |             |             |
|  | 3                |                       |                        |                       | SuperSonics de Seattle | 2                          |                            |                            |   |  |                       |                       |                       |   |  |             |             |             |
|  | 6                | Rockets de Houston    | 1                      |                       |                        |                            |                            |                            |   |  |                       |                       |                       |   |  |             |             |             |
|  | 6                | Rockets de Houston    | 1                      |                       | 3                      | SuperSonics de Seattle     | 1                          |                            |   |  |                       |                       |                       |   |  |             |             |             |
|  |                  |                       |                        |                       | 3                      | SuperSonics de Seattle     | 1                          |                            |   |  |                       |                       |                       |   |  |             |             |             |
|  |                  |                       | 2                      | Spurs de San Antonio  | 4                      |                            |                            |                            |   |  |                       |                       |                       |   |  |             |             |             |
|  |                  |                       | 2                      | Spurs de San Antonio  | 4                      |                            |                            |                            |   |  |                       |                       |                       |   |  |             |             |             |
|  |                  |                       |                        |                       |                        |                            |                            |                            |   |  |                       |                       |                       |   |  |             |             |             |
|  |                  |                       |                        |                       |                        |                            |                            |                            |   |  |                       |                       |                       |   |  |             |             |             |
|  |                  |                       |                        |                       |                        |                            |                            |                            |   |  |                       | O1                    | Lakers de Los Angeles | 4 |  |             |             |             |
|  |                  |                       |                        |                       |                        |                            |                            |                            |   |  |                       |                       |                       |   |  |             |             |             |
|  |                  | E3                    | Sixers de Philadelphie | 2                     |                        |                            |                            |                            |   |  |                       |                       |                       |   |  |             |             |             |
|  | 4                | E3                    | Sixers de Philadelphie | 2                     | Nets du New Jersey     | 0                          |                            |                            |   |  |                       |                       |                       |   |  |             |             |             |
|  | 4                |                       |                        |                       | Nets du New Jersey     | 0                          |                            |                            |   |  |                       |                       |                       |   |  |             |             |             |
|  | 5                | Bullets de Washington | 2                      |                       |                        |                            |                            |                            |   |  |                       |                       |                       |   |  |             |             |             |
|  | 5                | Bullets de Washington | 2                      |                       | 1                      | Celtics de Boston          | 4                          |                            |   |  |                       |                       |                       |   |  |             |             |             |
|  |                  |                       |                        |                       | 1                      | Celtics de Boston          | 4                          |                            |   |  |                       |                       |                       |   |  |             |             |             |
|  |                  |                       | 5                      | Bullets de Washington | 1                      |                            |                            |                            |   |  |                       |                       |                       |   |  |             |             |             |
|  |                  |                       | 5                      | Bullets de Washington | 1                      |                            |                            |                            |   |  |                       |                       |                       |   |  |             |             |             |
|  |                  |                       |                        |                       |                        |                            |                            |                            |   |  |                       |                       |                       |   |  |             |             |             |
|  |                  |                       |                        |                       |                        |                            |                            |                            |   |  |                       |                       |                       |   |  |             |             |             |
|  |                  |                       |                        |                       |                        |                            | 1                          | Celtics de Boston          | 3 |  |                       |                       |                       |   |  |             |             |             |
|  | Conférence Est   |                       |                        |                       |                        |                            | 1                          | Celtics de Boston          | 3 |  |                       |                       |                       |   |  |             |             |             |
|  |                  | 3                     | 76ers de Philadelphie  | 4                     |                        |                            |                            |                            |   |  |                       |                       |                       |   |  |             |             |             |
|  | 3                | 3                     | 76ers de Philadelphie  | 4                     | 76ers de Philadelphie  | 2                          |                            |                            |   |  |                       |                       |                       |   |  |             |             |             |
|  | 3                |                       |                        |                       | 76ers de Philadelphie  | 2                          |                            |                            |   |  |                       |                       |                       |   |  |             |             |             |
|  | 6                | Hawks d'Atlanta       | 0                      |                       |                        |                            |                            |                            |   |  |                       |                       |                       |   |  |             |             |             |
|  | 6                | Hawks d'Atlanta       | 0                      |                       | 3                      | 76ers de Philadelphie      | 4                          |                            |   |  |                       |                       |                       |   |  |             |             |             |
|  |                  |                       |                        |                       | 3                      | 76ers de Philadelphie      | 4                          |                            |   |  |                       |                       |                       |   |  |             |             |             |
|  |                  |                       | 2                      | Bucks de Milwaukee    | 2                      |                            |                            |                            |   |  |                       |                       |                       |   |  |             |             |             |
|  |                  |                       | 2                      | Bucks de Milwaukee    | 2                      |                            |                            |                            |   |  |                       |                       |                       |   |  |             |             |             |
|  |                  |                       |                        |                       |                        |                            |                            |                            |   |  |                       |                       |                       |   |  |             |             |             |